# Канонерские лодки типа «Ratanakosindra»
Канонерские лодки типа «Ratanakosindra» — канонерские лодки в составе ВМС Таиланда времён Второй мировой войны. Построена серия из двух кораблей.
Первоначально, КЛ «Ratanakosindra» была заказана в Англии в 1914 году. Водоизмещение должно было составить 1070 тонн, вооружение — 4 — 152-мм и 4 — 76-мм орудия. Однако, в связи с началом Первой Мировой войны, строительство прекратили, а частично собранный корпус разобрали.
К строительству КЛ вернулись в 1924 году. При этом проект был изменен — число орудий главного калибра уменьшено до 2, заменены паровые машины и котлы. Благодаря этому был увеличен запас топлива и несколько уменьшена осадка.

## Представители проекта
| Название         | Верфь-строитель     | Дата закладки | Дата спуска на воду | Дата вступления в состав флота | Дата вывода из состава флота/гибели | Судьба        |
| ---------------- | ------------------- | ------------- | ------------------- | ------------------------------ | ----------------------------------- | ------------- |
| «Ratanakosindra» | «Armstrong»         | 29.9.1924     | 21.4.1925           | 10.8.1925                      | 1.10.1967                           | Утилизирована |
| «Sukotai»        | «Vickers-Armstrong» | 12.1928       | 19.11.1929          | 12.1930                        | 1971                                | Утилизирована |